# Аиповы
Аиповы (Айповы) — древний русский княжеский род, татарского происхождения, восходящий к XVI веку.
Род, за недостаточностью доказательств, внесён не в VI, а во II часть дворянской родословной книги Тамбовской губернии.
Аиповы внесены во II часть дворянской родословной книги Рязанской губернии (23.08.1885)

## Происхождение и история рода
Потомки «казанского Аипа князя Махметева», пожалованного от Ивана Васильевича Грозного имением в Мещерском уезде (1557). Измаил, а по крещению Пётр Аипов, по выписям писцовых книг владел, по наследственной линии, деревнями предков (1557).  Князь Борис Мурза Байбекович во 2-й половине XVII века владел поместьем в Темниковском уезде. Князь Алей Мурза Ишмамеевич владел вотчиной в Касимовском уезде (1697). Князь Николай Албекович в конце XVII века служил стольником.
Четверо представителей рода Аиповых владели населёнными имениями (1699).
В Боярской книге стольник Аипов Никита Албекович записан с титулом князь (1681).

## Описание герба
В щите, имеющем голубое поле, изображены золотой лапчатый крест, а под ним серебряная луна (польский герб Шелига),  ниже, крестообразно означены серебряные сабля и стрела, остриями обращённые вверх (изм. польский герб Пржестржал)..
Щит увенчан дворянскими шлемом и короной. Нашлемник: три страусовых пера. Намёт на щите голубой, подложенный серебром. Герб рода Аиповых внесён в Часть 9 Общего гербовника дворянских родов Всероссийской империи, стр. 19.